# Colfosceril palmitate
Colfosceril palmitate (tên thương mại Exosurf) là một loại thuốc được sử dụng làm chất hoạt động bề mặt phổi. Nó là một loại thuốc được sử dụng trong điều kiện thiếu chất hoạt động bề mặt như hội chứng suy hô hấp ở trẻ sơ sinh.